# Fidena pessoai
Fidena pessoai är en tvåvingeart som beskrevs av Barretto 1957. Fidena pessoai ingår i släktet Fidena och familjen bromsar. Inga underarter finns listade i Catalogue of Life.